# Gunnar Balgård
Rolf Gunnar Balgård, född 1 september 1938 i Mariestads församling, är en svensk kulturjournalist, poet, dramatiker, essäist och översättare. 
Balgård är son till Matts Balgård, som sist var chefredaktör vid Västerbottens-Kuriren, och dennes hustru Märta Örn. Han studerade vid Uppsala universitet och blev filosofie magister där 1966. Åren 1966–1973 var han dramaturg vid Sveriges Radio och 1973–1975 vid Riksteaterns ensemble i Skellefteå. Han har skrivit teaterpjäser för radio, TV och olika teatergrupper. Som kulturskribent och kritiker har han sedan 1957 medverkat i Västerbottens-Kuriren. Åren 1984–1991 var han redaktör för Norrländska författarsällskapets tidskrift Provins.
Han fick 2007 Ivar Lo-Johanssons personliga pris för sin biografi över Helmer Grundström. År 2023 kreerades han till filosofie doktor honoris causa vid Umeå universitet.
Balgård var 1975–1976 gift med regissören Marjatta Balgård, född Karukoski, med vilken han har en son. Hans personarkiv finns i Umeå universitetsbibliotek.

## Priser och utmärkelser
- 2006 – Samfundet De Nios Särskilda pris
- 2007 – Ivar Lo-Johanssons personliga pris
- 2008 – Minervabelöningen (Umeå kommuns kulturstipendium)[3]
- 2019 – Samfundet De Nios Särskilda pris
- 2023 – Filosofie hedersdoktor